# Donneria sudzukii
Donneria sudzukii är en hjuldjursart som först beskrevs av Donner 1968.  Donneria sudzukii ingår i släktet Donneria och familjen Dicranophoridae. Arten är reproducerande i Sverige. Inga underarter finns listade i Catalogue of Life.